# Osman Bayezid Osmanoğlu
Osman Bayezid Osmanoğlu (oszmán-török nyelven بایزید عثمان, Párizs, 1924. június 23. – New York, 2017. január 6.) az Oszmán-ház 44. vezetője. Az Oszmán-ház 44. trónörököse volt 2009. szeptember 23-tól haláláig.